# Patrick d'Arcy (juriste)
Pour les articles homonymes, voir D'Arcy et Patrick d'Arcy.
Patrick d'Arcy (1598-1668) est le nationaliste catholique irlandais qui a écrit la Constitution de la Confédération irlandaise.

## Sa famille
Né en Irlande, d'une des tribus de Galway, il était le plus jeune fils de James Riabhach d'Arcy, marié en secondes noces avec Elizabeth Martyn. James Riabhach avait été auparavant vice-président du Connacht, et fut maire de Galway jusqu'à sa mort en juin 1603. Son premier mariage lui donna cinq enfants : Nicholas, Martin, James, Anthony et Anastace, et avec Elizabeth, il eut Andrew et Patrick. Elizabeth Martyn était une petite-fille de William Óge Martyn, bailiff de Galway, puis représentant de la reine dans le comté, et une tante de Richard Martyn, un membre de la confédération irlandaise, qui allait devenir le beau-frère de Patrick et son associé. 
Walter Riabhac Ó Dorchaidhe, un ancêtre de d'Arcy vivant vers 1488, appartenait à une humble famille descendant des Partriage de Lough Carra, région qui fait maintenant partie du comté de Mayo. Les Partriage ne sont mentionnés dans aucune annale ou chronique irlandaise existante, et, de toutes les sources gaéliques, seule une brève note en fait référence, en signalant que le Uí Dorchaidhe était le chef des Partriage, lorsque leur roi était Ó Goirmiallaigh. Adrian James Martyn, un historien local, auteur des Tribus de Galway (2001), pense que Walter Riabhach se serait installé dans le Galway vers le milieu du XVe siècle. Dubhaltach MacFhirbhisigh, un historien du XVIIe siècle, affirme que ce Walter Riabhach fut « le premier homme des Uí Dorchaidhe à venir dans le Galway, selon les Galweigiens eux-mêmes ».

## Carrière politique
D'Arcy suivit une carrière politique en tant que juriste. Il fut membre du Parlement, représentant la circonscription de Navan, et, en 1641, il devint membre du Conseil suprême de la Confédération irlandaise. Il en fut un des délégués lors de la signature, en 1646, du traité avec James Butler, 1er duc d'Ormonde. Il est sans doute mieux connu comme le rédacteur de la constitution de la Confédération irlandaise. On le cite, débattant avec William Molyneux : « Seul un parlement irlandais convient pour légiférer en l'Irlande ».